# 微针贴片
微针贴片一般指可溶性微针贴片，是一种新兴的给药途径。相比于传统给药途径（如注射给药、口服给药等）有给药迅速、污染小、无疼痛、不易感染等优势，可以用于替换多种情况的传统给药方式。微针贴片有多个包含药物的微小针，将其刺入皮肤后微针被溶解，药物即可进入皮下毛细血管网，参与血液循环。贴片不受消化道内的消化酶所影响，与注射给药类似。影响微针贴片中药量的因素主要是微针的容积与密度。由于阻隔层（见下文）材料性质，微针长度对其中储存药量的影响可忽略不计。

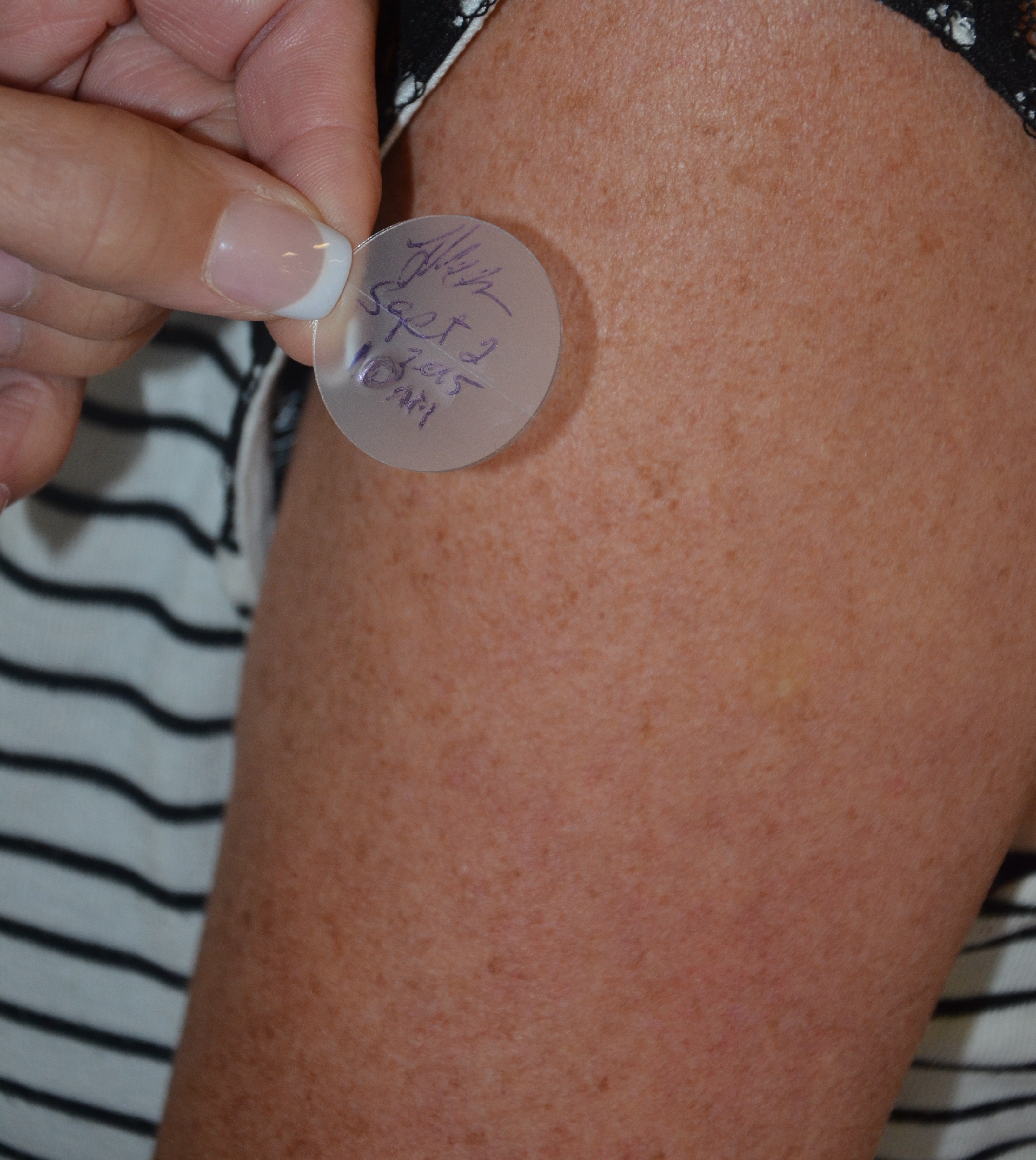
微针贴片

## 应用
微针贴片备主要用于替换皮下注射，相对于传统的皮下注射，总的来说，微针贴片给药有疼痛少、易流通、减少感染等优势。微针贴片的给药类型多样，如疫苗、激素、抗生素等药物。但药物密度可能会影响给药。

### 药物注射
微针贴片可以用于药物注射。传统药物给药方式主要为皮下注射。但注射给药有注射患者恐惧、流通费用高、易造成针头感染等劣势。接种疫苗时，微针贴片可能会对减少疼痛、促进流通和减少感染等方面做出一定的贡献。

### 激素的透皮递送
这种应用与疫苗注射有着类似性质和优势，目的在于将人类生长激素通过微针贴片输入进毛细血管网。

### 避孕
通过微针贴片避孕是一种新避孕方式，类似于避孕贴。使用微针贴片连续释放左炔诺孕酮进入血液，达到避孕的效果。但该方法由于出现较晚，普遍没有被政府和医疗机构认可和大众的广泛知悉。

### 心脏类疾病
微针贴片同样可以在手术中应用。在治疗冠心病等心脏类疾病时可以使用微针贴片进行给药，不仅有上述优势，还有手术成功率高等优势，有着一定的发展潜力。

## 制造
微针贴片的制造需要一定技术手段。一种制造微针贴片的方法，通过使药物在有下凹的母模中干燥形成一层针尖层，获得一具有针尖层的母模。并将针尖层与阻隔层结合，形成微针贴片。

### 阻隔层
阻隔层使用有较好的力学性能的阻隔溶液制成，用于保存、支持针尖层。
| 海藻糖                                    |
| 糊精                                      |
| 麦芽糊精                                  |
| β-环糊精                                  |
| 2-羟丙基-β-环糊精                         |
| 葡聚糖                                    |
| 支链淀粉                                  |
| 甲基乙烯基醚-马来酸酐共聚物               |
| 羧甲基纤维素钠                            |
| 甲基纤维素                                |
| 羟丙基甲基纤维素                          |
| 羟丙基纤维素                              |
| 明胶                                      |
| 聚乙烯醇                                  |
| 聚乙烯吡咯烷酮                            |
| 聚乙二醇                                  |
| 聚乳酸                                    |
| 聚乙醇酸                                  |
| 聚乳酸-羟基乙酸共聚物、几丁聚醣或其组合物 |

这种阻隔溶液分子量为3000Da至800000Da，浓度为10wt％至40wt％、该阻隔溶液于25℃、剪切率为1S-1时，测得的黏度为40000cP至700000cP。